# Saint-Martin-Sepert
Saint-Martin-Sepert korábbi község Franciaországban, Corrèze megyében. 2025. január 1-jén Saint-Pardoux-Corbier és Saint-Ybard korábbi községekkel egyesült és az így létrejött Les Trois-Saints új község része lett.
Lakosainak száma 267 fő (2022. január 1.). Saint-Martin-Sepert Troche és Vigeois községekkel határos.

## Népesség
A település népessége az elmúlt években az alábbi módon változott:
| Lakosok száma | 417  | 300  | 251  | 257  | 300  | 292  | 274  | 268  | 264  | 267  |
|               | 1968 | 1982 | 1990 | 2006 | 2013 | 2015 | 2017 | 2019 | 2020 | 2022 |